# Трушин, Василий Петрович
Васи́лий Петро́вич Тру́шин (19 сентября 1934 — 16 января 2006) — советский и российский государственный деятель, генерал-полковник внутренней службы, министр внутренних дел РСФСР (1989—1990).

## Биография
Родился 19 сентября 1934 года в Москве. Окончил среднюю школу.
С 1952 года начал учёбу в Московском горном институте (сегодня — Горный институт НИТУ «МИСиС»). Окончил институт в 1957 году.
С 1957 года — инженер-конструктор института «Гипрошахтостроймаш», затем на одном из московских предприятий.
С 1959 года на комсомольской работе. Сначала был вторым секретарём Октябрьского райкома, затем в 1960 году стал первым секретарём Тимирязевского райкома.
В 1962 году стал вторым секретарём, в 1964 году — первым секретарём Московского горкома ВЛКСМ.
В 1961 году принят в ряды КПСС. В 1968 году занял должность первого секретаря Перовского райкома КПСС. В 1974 году стал заведующим отделом организационно-партийной работы.
В июле 1976 года — секретарь Московского горкома КПСС.
С 1979 года начал работу в МВД СССР. В сентябре 1979 года назначен на должность начальника Главного управления внутренних дел Московского горисполкома, стал членом Коллегии МВД СССР.
В 1984 году вернулся на работу в Московский горком КПСС, был секретарём. В декабре этого же года вновь вернулся в МВД СССР.
С декабря 1984 года — 1-й заместитель министра внутренних дел СССР. Одновременно был руководителем штаба по ликвидации последствия аварии на Чернобыльской АЭС, а затем и землетрясения в Армении.
27 октября 1989 года назначен министром внутренних дел РСФСР. С 15 июня 1990 года после сложения российским правительством своих полномочий перед Верховным Советом РСФСР нового состава Трушин исполнял обязанности министра до 14 июля или до сентября 1990 года.
С сентября 1990 года по 14 сентября 1991 года был заместителем министра внутренних дел СССР. Также был начальником Национального бюро Интерпола в СССР.
Во время выступления ГКЧП (с 18 по 22 августа 1991 года) был заместителем начальника Оперативного штаба МВД по чрезвычайному положению в стране.
Один день (с 22 августа по 23 августа 1991 года) был временно исполняющим обязанности министра внутренних дел СССР.
С августа по сентябрь 1991 года был начальником Службы общественной безопасности МВД СССР.
В 1991 году ушёл на пенсию. Занимал пост вице-президента Фонда содействия укреплению законности и правопорядка.
Во время острейшего политического кризиса 3 октября 1993 года утверждённый Верховным Советом и. о. президента Александр Руцкой по предложению народного депутата России Сергея Бабурина подписал указ о назначении Трушина на должность министра внутренних дел Российской Федерации. Однако, нет данных, что Верховный Совет до штурма 4 октября успел согласовать это назначение, как это требовали статьи 109 и 123 действовавшей Конституции РСФСР и статья 9 Закона Российской Федерации «О Совете Министров — Правительстве Российской Федерации». Трушин распорядился освободить сотрудников мэрии Москвы, захваченных сторонниками Верховного Совета при штурме здания бывшего СЭВа.
Трушин — единственный министр из команды Руцкого, который после штурма Верховного Совета России 4 октября не был привлечён к уголовной ответственности и не был взят под стражу, поскольку успел вовремя выйти из здания парламента.
В 1995 году вошёл в экспертный Совета по проблемам борьбы с преступностью Российского общенародного союза.
Умер 16 января 2006 года в Москве. Похоронен на Троекуровском кладбище.

## Награды и почётные звания
- Четыре ордена Трудового Красного Знамени[1]
- Орден Дружбы народов
- Заслуженный работник МВД[1]
- медали